# Conducere conform legii superioare

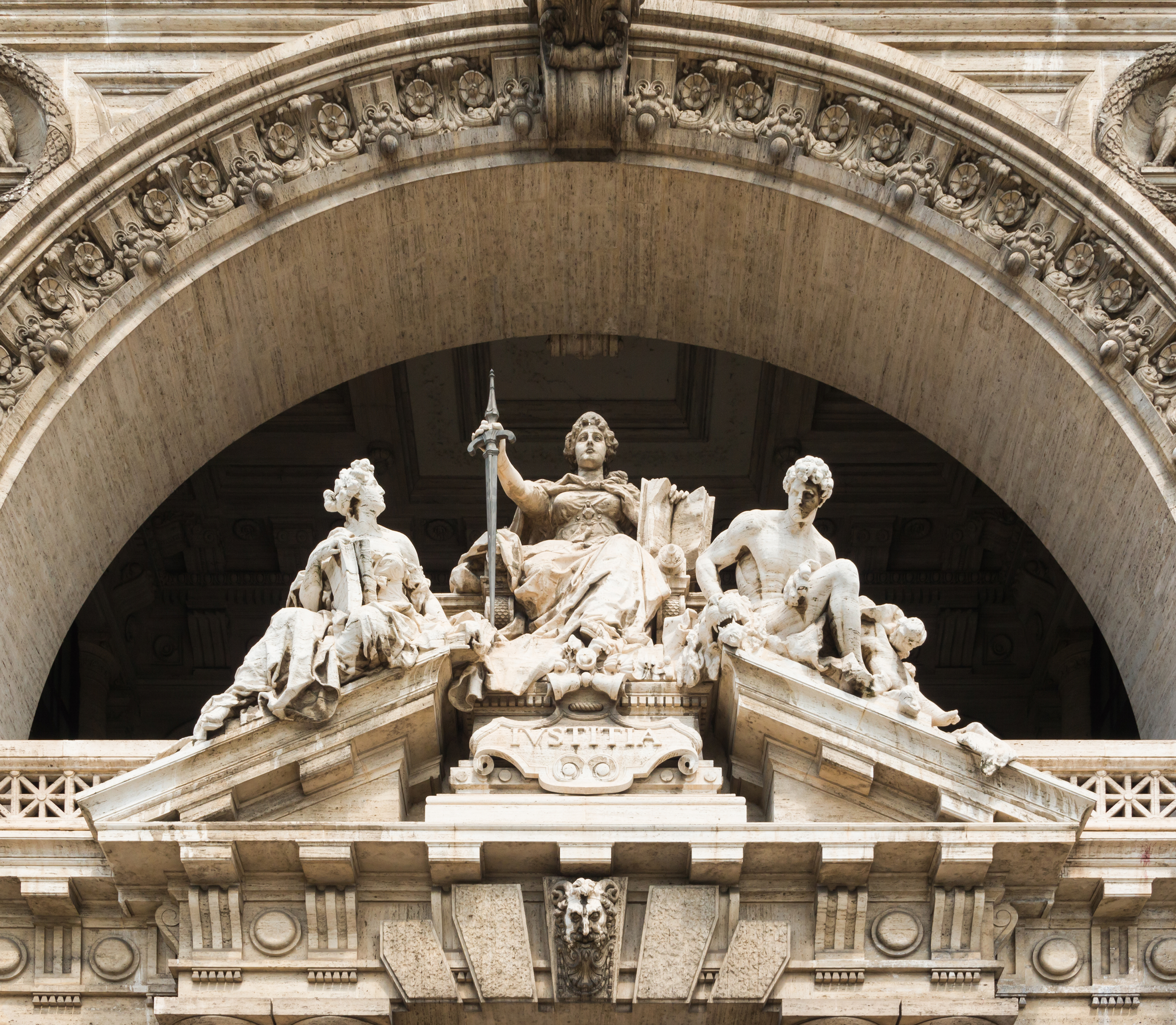
O statuie a Iustitiei, personificarea dreptății, la un tribunal din Roma

Conducerea conform legii superioare este un concept filosofic conform căruia nicio lege nu poate fi aplicată de guvern decât dacă este conformă cu anumite principii universale (scrise sau nescrise) de echitate, moralitate și dreptate. Astfel, conducerea conform unei legi superioare poate servi drept criteriu juridic practic pentru a califica cazurile de luare a deciziilor politice sau economice, atunci când un guvern, chiar dacă acționează în conformitate cu o lege clar definită și adoptată în mod corespunzător, produce totuși rezultate pe care mulți observatori le consideră neloiale sau nedrepte.

## Doctrină
Ideea unei legi a justiției supreme, superioare legii momentane a statului (o lege superioară) a fost introdusă pentru prima dată în Europa post-romană de către juriștii catolici ai dreptului canonic.„Legea superioară” poate fi interpretată în acest context ca lege divină sau naturală sau valori juridice fundamentale, stabilite în dreptul internațional, alegerea depinzând de punct de vedere; indiferent de sursă, este o lege deasupra legii. În această calitate, posedă o valoare juridică egală atât pentru jurisdicțiile de drept comun (common law), cât și pentru cele de drept civil, spre deosebire de dreptul natural, care este în mare măsură asociat cu dreptul comun.

### Statul de drept
Doctrina statului de drept (în germană: Rechtsstaat) a fost introdusă pentru prima dată de filosoful german Immanuel Kant în ultimele sale lucrări, finalizate după adoptarea constituțiilor SUA și Franței la sfârșitul secolului al XVIII-lea. Abordarea lui Kant se bazează pe supremația constituției scrise a unei țări, creată folosind principiile Legii Superioare. Această supremație însemna crearea de garanții pentru implementarea ideii sale centrale: o viață permanent pașnică ca o condiție fundamentală pentru fericirea și prosperitatea cetățenilor. Kant își baza doctrina exclusiv pe ideea de constituționalism și guvernare constituțională.

## Exemple
Înainte de Războiul Civil American, afro-americanilor li se negau prin lege drepturi și libertăți egale în conformitate cu codurile oficial valabile care prescriau relațiile dintre stăpân și sclav. Deși aceste coduri erau de jure pe deplin potrivite pentru aplicarea în practica juridică, susținătorii antisclavie au susținut că aplicarea lor de către guvernul SUA a încălcat de facto drepturile fundamentale ale omului ale unei părți semnificative a populației. De exemplu, în 1850, în timpul unei dezbateri din Senat privind extinderea sclaviei la noi state și teritorii, William H. Seward a proclamat, în mod celebru, că sclavia este interzisă în temeiul „unei legi superioare Constituției ”.
În unele țări, liderii politici afirmă că statul de drept este un concept pur procedural. Prin urmare, ei susțin că orice guvern își poate priva supușii de libertățile lor fundamentale sau le poate încălca interesele vitale, atâta timp cât acest lucru se face prin intermediul unui mecanism legal implementat în mod corespunzător. De exemplu, la procesele de la Nürnberg, în încercarea de a-și justifica crimele împotriva populației evreiești și rome din Europa în timpul celui de-al Doilea Război Mondial, unii dintre foștii lideri ai Germaniei naziste au susținut că nu au încălcat niciuna dintre legile care erau în vigoare pe vremea când Hitler fusese la putere. Numai invocând regula conform unei legi superioare, procurorii aliați au depășit astfel de apărări.
În alte țări, dimpotrivă, liderii politici afirmă că toate legile scrise trebuie respectate principiile universale ale moralității, echității și dreptății. Acești lideri susțin că, ca necesar al axiomei conform căreia „nimeni nu este mai presus de lege”, statul de drept impune guvernului să trateze toate persoanele în mod egal în fața legii. Totuși, dreptul proclamat la tratament egal este susceptibil de a deveni instantaneu nul de fiecare dată când guvernul neagă un nivel suficient de respect, demnitate și autonomie unei anumite clase de indivizi sau drepturilor omului în general.